# (29347) Natta
(29347) Natta ist ein Asteroid des Hauptgürtels, der am 5. März 1995 vom italienischen Astronomen Vincenzo Silvano Casulli am Osservatorio Colleverde di Guidonia (IAU-Code 596) in der Stadt Guidonia Montecelio in der Provinz Rom entdeckt wurde.
Benannt wurde der Asteroid nach dem italienischen Chemiker Giulio Natta (1903–1979), der zusammen mit Karl Ziegler im Jahr 1963 mit dem Nobelpreis für Chemie ausgezeichnet wurde.